# City and Colour
City and Colour es el proyecto paralelo y en solitario del músico canadiense Dallas Green, originalmente miembro de Alexisonfire, con el que ha publicado dos EP, Missing EP y The Death of Me; tres álbumes de estudio, Sometimes; Bring Me Your Love y Little Hell y un álbum en directo, Live; todos ellos bajo el sello Dine Alone Records.

## Historia
El nombre City and Colour proviene de su propio nombre: Dallas, una ciudad, y Green (verde), un color. Dallas declaró que se hubiera sentido incómodo al "sacar un álbum bajo el nombre de Dallas Green".
Según el propio Dallas, comenzó a escribir material a los 13 años. En cuanto a las canciones publicadas en su primer álbum, Sometimes, Dallas dijo que fueron escritas en su adolescencia, aunque realizó algunas modificaciones en 2005 especialmente para el álbum.

### Sometimes(2005)
Dallas Green empezó a subir sus canciones en internet para los fanes de Alexisonfire. Con el apoyo de algunos fanes, que lo respaldaron en este proyecto paralelo, las canciones sufrieron algunos cambios para finalmente aparecer en Sometimes. El álbum debut salió a la venta en noviembre de 2005.
Sometimes fue relanzado por Vagrant Records en enero de 2009, editándose por primera vez en los Estados Unidos.

### Discografía
- 2005: Missing (Single; Dine Alone Records)
- 2005: Death of Me (EP; Dine Alone Records)
- 2005: Sometimes (Album; Dine Alone Records)
- 2007: Live (Live-Album (CD und DVD); Dine Alone Records)
- 2008: Bring Me Your Love (Album; Dine Alone Records)
- 2010: Live at the Verge (CD; Vagrant Records)
- 2010: Live at the Orange Lounge (EP; Vagrant Records)
- 2011: Little Hell (Album; Dine Alone Records)
- 2012: Covers, Pt.2 (iTunes Exclusive)
- 2013: The Hurry & the Harm (Album; Dine Alone Records)
- 2015: If I Should Go Before You (Album; Dine Alone Records)
- 2018: Guide Me Back Home (Live Album; Dine Alone Records)
- 2023: The Love Still Held me Near  (Album; Still Records)